# Diecinueve
El diecinueve (19) es el número natural que sigue al 18 y precede al 20.

## Matemáticas
- Es el 8.º número primo después de 17 y antes de 23.[1]
- 3.º número primo feliz.
- Exponente del 7.º número primo de Mersenne.
- Forma un par de números primos gemelos junto con 17.
- Forma un triplete de números primos sexys (7,13,19).
- Número de Keith.
- 7.º primo regular.
- Es un número triangular centrado.
- Repunit R 19 = 1,111,111,111,111,111,111.

Número triangular centrado.

- g (4)=19 (Ver problema de Waring).
- Número de Størmer.
- Es un número de Heegner.

## Química
- Número atómico del potasio (K).

## Medicina
- COVID-19 es una enfermedad infecciosa causada por el virus SARS-CoV-2.

## Astronomía
- 19 años está muy cerca de 235 lunaciones (ciclo metónico).
- Objeto de Messier M19 es un cúmulo globular ubicado en la constelación de Ofiuco.
- Objeto del Nuevo Catálogo General NGC 19 es una galaxia espiral en la constelación de Andrómeda.
- 19P / Borrelly es un cometa periódico que fue visitado por la nave Deep Space 1 en el 2001.
- (19) Fortuna es un asteroide perteneciente al cinturón de asteroides.

## Tecnología militar
- El primer submarino con misiles balísticos nucleares fue el soviético K-19.
- El MiG-19, avión de combate supersónico.